# Noureddine Hachouf
Noureddine Hachouf (en árabe: نور الدين حشوف‎; Guelma, Argelia francesa, 10 de mayo de 1940-Guelma, Argelia, 9 de febrero de 1998) fue un futbolista de Argelia que jugó en la posición de delantero.

## Carrera

### Club
Jugó toda su carrera con el ES Guelma de 1959 a 1972, equipo con el que fue el goleador del Campeonato Nacional de Argelia en la temporada 1966/67 con 18 goles.

### Selección nacional
Jugó para Argelia en 17 ocasiones de 1966 a 1968 y anotó siete goles; participó en los Juegos Mediterráneos de 1967 y en la Copa Africana de Naciones 1968.

## Logros
- Goleador del Campeonato Nacional de Argelia en 1966/67 (18 goles).